# Reunited (episodio de Steven Universe)
Reunited (Reunificados en Latinoamérica o Reunidas en España) es el título correspondiente al vigésimo tercer y cuarto episodio de la quinta temporada de la serie de televisión estadounidense creada por Rebecca Sugar Steven Universe, el centésimo quincuagésimo primero y segundo de la serie en general y el quinto episodio del séptimo de la saga #StevenBomb. Este episodio narra la historia en donde Steven junta a todos en una reunión especial.
El episodio tiene una doble duración, alrededor de 22 minutos. Se estrenó el 6 de julio de 2018 en Estados Unidos, el 9 de julio de 2018 en el resto de Latinoamérica y el 12 de julio de 2018 en Brasil. En España, se estrenó el 1 de febrero de 2019 (Movistar+) y el 11 de abril de 2019 (Boing España). El código de producción son 1048-153/154.

## Trama
Es el día de la boda de Rubí y Zafiro, y las gemas, junto con varios ciudadanos de Ciudad Playa, vienen a celebrar. Las dos se casan y se fusionan en Garnet. Sin embargo, durante la recepción, Diamante Azul y Amarillo Aparecen con la intención de despertar a Clúster. Mientras las Crystal Gems y Connie luchan contra Diamante Azul, Steven intenta que ella y Amarillo escuchen sobre la verdad de Rosa

## Argumento
El episodio comienza con Steven alistándose para la boda junto con las Gemas, este mismo va a buscar a Peridot, quien estaba donde se encontraba el granero. Luego inicia la boda en la cual Peridot lanza flores en señal que Rubí está a punto de llegar, ella misma sale corriendo hacia al altar donde estaba Zafiro esperándola, Steven procede a casarlas.
Luego hay una fiesta en la cual Steven se emociona y llora, pero luego se dan cuenta de que esas lágrimas no son provocadas por él, en ese momento se oscurece el cielo y de una nube emergen las naves de las Diamantes, inmediatamente sale otra mano que es el Clúster, y se enfrenta a la Nave de Diamante Amarillo, mientras que Azul aterriza y Steven trata de hablar con ella, quién es atacado al instante por la misma. Luego Diamante Azul provoca su aura en la cual hace llorar a todos menos a Connie, quién la ataca con la Espada de Rose montada en León, pero, Azul rompe la espada y Garnet va hacia ella y está inmediatamente la reconoce. Luego emerge Lapis junto con el granero que se lo lanza a Azul, que la retiene y hace que desaparezca su aura.
Steven va hacia Lapis y la abraza, luego Diamante Azul más molesta provoca su aura y hace que todos lloren menos Lapis quien derrama unas lágrimas. Azul impresionada por esto es atacada por Lapis, quién la encadena, pero Azul se libera y ataca a todas, y Steven hace un escudo en donde repele el ataque, y ellos contraatacan donde debilitan a Diamante Azul. La nave de Diamante Amarillo no aguanta más ante el Clúster y cae encima de la nave de Diamante Azul, que por consecuencia aplasta a Azul. Los pedazos de la nave rompen parte del Templo, el Clúster se retira y Diamante Amarillo sale de su nave y ayuda a Diamante Azul, luego Peridot insulta a Amarillo, quién la poofea. Inmediatamente, Steven dice que él es Diamante Rosa y Diamante Amarillo lo aplasta dejándolo inconsciente. Steven se da cuenta de que está en la mente de Connie y de las demás Gemas, él las alienta y logra llegar a la mente de las Diamantes, diciéndole que él es Diamante Rosa. Luego Steven se despierta y están todas las Gemas con las Diamantes llorando por él.

## Personajes y doblaje
| Personaje         | Actor original (EE.UU) | Actor/Actriz de Doblaje(Latinoamérica) |
| ----------------- | ---------------------- | -------------------------------------- |
| Steven            | Zach Callison          | Leisha Medina                          |
| Garnet            | Estelle                | Rocío Mallo                            |
| Amatista          | Michaela Dietz         | Stefani Villarroel                     |
| Perla             | Deedee Magno Hall      | Majo Estévez                           |
| Peridot           | Shelby Ravara          | Sofía Narváez                          |
| Rubí              | Charlyne Yi            | Judith Noguera                         |
| Zafiro            | Erica Luttrell         | Arelys González                        |
| Bismuth           | Uzo Aduba              | Alix Ramirez                           |
| Lapislázuli       | Jennifer Paz           | Andrea Navas                           |
| Diamante Azul     | Lisa Hannigan          | Leisha Medina                          |
| Diamante Amarillo | Patti LuPone           | Elena Diaz Toledo                      |
| Connie Maheswaran | Grace Rolek            | Navid Cabrera                          |
| Greg Universe     | Tom Scharpling         | Henrique Palacios                      |
| Nanefua Pizza     | Toks Olagundoye        | Lileana Chacón                         |

## Hechos importantes
- Rubí y Zafiro se casan y vuelven a formar a Garnet.
- Lapislázuli vuelve a ayudar a las Gemas de Cristal, y se une oficialmente al equipo.
- Diamante Azul lucha y demuestra sus habilidades contra las Gemas de Cristal.
- Diamante Amarillo y Diamante Azul liberan al Clúster temporalmente.
- Las Diamantes descubren que Steven es Diamante Rosa.
- Peridot y Lapislázuli son evaporizadas por Diamante Amarillo.
- Se revela un nuevo poder de Diamante Azul, el cual es lanzar esferas de energía por sus manos.
- La Espada de Rose, la Casa de Playa, el granero y las naves de Diamante Azul y Amarillo son destruidos.

## Producción
Este episodio fue escrito y narrado por Miki Brewster, Jeff Liu, Katie Mitroff y Paul Villeco. Fue dirigido por Joe Johnston (supervisor) y Liz Artinian (arte).

### Música
Este episodio presenta la canción "For Just One Day Let's Only Think About (Love)", interpretado por Zach Callison como Steven, junto con el resto del elenco principal. La canción fue compuesta por Rebecca Sugar, Aivi Tran y Steven "Surasshu" Velema. 

## Recepción

### Estreno
"Reunited" se estrenó el 6 de julio de 2018 en la cadena de televisión Cartoon Network. Su emisión estadounidense inicial fue vista por aproximadamente 0.974 millones de espectadores. Recibió una calificación de hogar de Nielsen de 0.28, lo que significa que fue visto por el 0.28% de todos los hogares. El especial fue el quinto y el sexto episodio del séptimo episodio de #StevenBomb, donde se emitió un nuevo episodio cada día de la semana durante una semana.

### Críticas
Acerca del episodio recibió la aclamación de la crítica tras la publicación, especialmente de la cantidad de eventos importantes que tuvieron lugar en un solo episodio, incluida la boda de Garnet, el regreso de Lapislázuli a la Tierra y la unión oficial de las gemas de cristal y la batalla entre las gemas y las diamantes. Eric Thurm de The A.V. Club elogió el episodio, dándole una A-. Thurm sintió que el episodio se ejecutó de una manera excelente. Sin embargo, sintió que la primera mitad del episodio fue más fuerte que la segunda, afirmando que disfrutó de la boda de Garnet, particularmente los votos de Sapphire. También afirmó que, aunque las escenas de pelea en la segunda mitad fueron un poco decepcionantes, el episodio estableció una nueva era para el espectáculo.
En un artículo titulado "Steven Universe honró una relación y abrió la tierra para la cultura LGBT", Polígono elogió mucho los temas de la homosexualidad del episodio y llamó a "Reunited" («Reunificados» en Latinoamérica) "un momento decisivo tanto en el programa como en la televisión animada en general", afirmando "Ruby y El compromiso de Sapphire es un momento crucial en la serie y el mensaje inclusivo en el entretenimiento pop".